# Норьега, Мануэль
Мануэ́ль Анто́нио Норье́га Море́но (исп. Manuel Antonio Noriega Moreno; 11 февраля 1934, Панама — 29 мая 2017, Панама) — панамский военный и государственный деятель, верховный главнокомандующий Национальной гвардии Панамы, де-факто глава Панамы в 1983—1989 годах. Официально не занимал никаких государственных должностей, однако имел титул «верховный лидер национального освобождения Панамы».
Свергнут в 1989 году в результате военной операции США в Панаме.

## Биография
После получения среднего образования в Национальном институте Панамы окончил военное училище Чорильос в Перу.
В 1962 году в звании младшего лейтенанта начал службу во втором военном округе Национальной гвардии, впоследствии получил звание капитана и должность командира батальона.
В 1968 году, в звании майора Национальной гвардии, поддержал военный переворот, осуществлённый генералом Омаром Торрихосом и был назначен командующим военной зоной в северо-восточной провинции Чирики. В декабре 1969 года был назначен на должность руководителя Управления военной разведки и контрразведки Генерального штаба.
После гибели Торрихоса в авиакатастрофе в 1981 году (по одной из версий, организованной Норьегой) был назначен начальником Генерального штаба Вооружённых сил при новом военном правительстве.
В 1983 году стал командующим национальной гвардией, а вскоре главнокомандующим Силами национальной обороны Панамы и де-факто руководителем Панамы.
Вначале был союзником США в Латинской Америке и активно сотрудничал с ЦРУ, с конца 1950-х, а в 1967 году даже стал получать приличное жалование по контракту. 7 сентября 1977 года в Вашингтоне глава Панамы Омар Торрихос и президент США Джимми Картер подписали соглашение (The Panama Canal Treaty), в соответствии с которым 31 декабря 1999 года США должны были передать контроль над Панамским каналом правительству Панамы. В середине 1980-х годов в связи с нежеланием правительства Панамы пересмотреть условия соглашения, отношения между США и Панамой начали ухудшаться, правительство США начало оказывать давление на правительство Панамы. И уже в 1988 году Администрация по борьбе с наркотиками США обвинила его в употреблении и торговле наркотиками.

### Свержение и суд

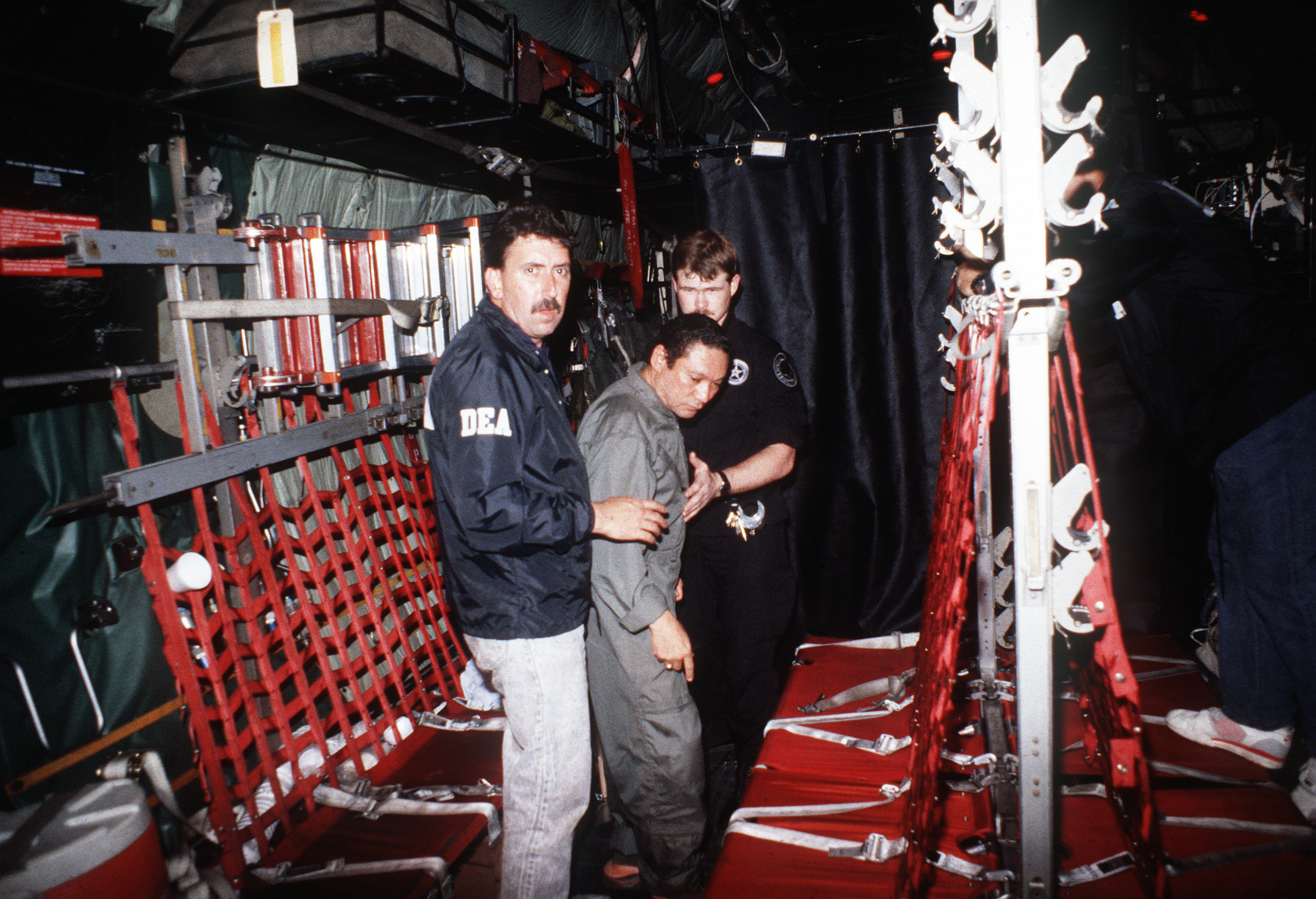
Мануэль Норьега под конвоем агентов DEA

Свергнут 24 декабря 1989 года, в ходе военной операции США, имевшей целью его смещение. 4 января 1990 года добровольно сдался воинским подразделениям США, которые 10 дней блокировали резиденцию папского нунция, где он укрывался. Генерала на вертолёте доставили на базу ВВС США «Говард» в зоне Панамского канала, а оттуда переправили в Майами.
О планах Норьеги запросить убежище в Ватикане американская разведка узнала, перехватив несколько сообщений по дипломатическим каналам и расшифровав их. Ирония заключалась в том, что Ватикан использовал для шифрования сообщений аппаратуру компании Crypto AG, владельцами которой были ЦРУ, знавшие все тонкости работы этой аппаратуры и взламывавшие с лёгкостью все сообщения, шифруемые с её помощью.
10 июля 1992 года Норьега был приговорён американским судом к 40 годам лишения свободы за торговлю наркотиками и вымогательство, однако за длительное сотрудничество с ЦРУ срок заключения ему был уменьшен до 30 лет.
Заключение отбывал в тюрьме штата Флорида. По завершении судебного процесса ему был присвоен статус военнопленного, благодаря чему он отбывал наказание в более комфортабельной камере и в соответствии с Женевской конвенцией не подлежал выдаче третьей стороне.

### Экстрадиция во Францию
28 августа 2007 года Федеральный суд Майами принял решение о его экстрадиции (хотя фактически экстрадировать удалось только через 3 года, так как из-за статуса военнопленного возникли проблемы с документами), отбывшего тюремный срок в 15 лет, во Францию, где ему и его жене предъявлены обвинения в отмывании денег через французские банки и контрабанде наркотиков (в 1999 году парижский суд заочно приговорил Мануэля Норьегу к 10 годам тюремного заключения и денежному штрафу в 3 млн 600 тыс. долл.). 

26 апреля 2010 года был экстрадирован во Францию, где предстал перед судом. В июле того же года его приговорили к 7 годам лишения свободы с конфискацией банковских счетов.

### Экстрадиция на родину
В 1995 году суд Панамы также заочно признал Норьегу виновным в политических убийствах и приговорил его к 20 годам тюрьмы.
11 декабря 2011 года экстрадирован из Франции в Панаму.
5 февраля 2012 года перенёс инсульт и под усиленной охраной был доставлен в больницу Св. Фомы в Панама-Сити, но спустя четыре дня его состояние пришло в норму, и его возвратили в тюрьму.
С конца сентября 2014 года отбывал наказание в исправительном учреждении Centro Penitenciario «El Renacer» (недоступная ссылка) (Возрождение) в Гамбоа, Панама.
В марте 2017 года перенёс операцию по удалению опухоли мозга. Скончался 29 мая 2017 в возрасте 83 лет.

## В играх
- Норьега является одним из антагонистов в компьютерной игре Call of Duty: Black Ops II. В 1986 году он помогает ЦРУ выследить и поймать наркоторговца и террориста Рауля Менендеса, а затем, предав главных героев, помогает ему бежать. В другой миссии игрокам предстоит участвовать в захвате Норьеги во время вторжения США в Панаму. В 2014 году Мануэль Норьега подал в суд на компанию-разработчика игры, обвинив её в том, что она без разрешения использовала его образ и изобразила его отрицательным героем. Суд постановил, что компания имела право изобразить историческую личность в вымышленном сюжете, основываясь на принципе свободы слова[10].